# Vasútmúzeum megállóhely
A Vasútmúzeum megállóhely egy budapesti időszakos vasúti megállóhely, melyet a MÁV Magyar Államvasutak Zrt. (MÁV) üzemeltet.
Áthaladó vasútvonalak:
- Budapest–Esztergom-vasútvonal (2)

## Megközelítés budapesti tömegközlekedéssel
- Busz:  120

## Forgalom
| Járat | Útvonal | Gyakoriság                                                        |
| ----- | --- | ----------------------------------------------------------------- |
| Z72   | Budapest-Nyugati – Rákosrendező (– Vasútmúzeum) – Angyalföld – Újpest – Aquincum – Solymár – Pilisvörösvár – Piliscsaba (– Magdolnavölgy) – Pilisjászfalu – Piliscsév – Leányvár – Dorog – Esztergom-Kertváros – Esztergom | Napi 3 pár hétvégén és ünnepnapokon a nyári menetrendi időszakban |